# 471
Het jaar 471 is het 71e jaar in de 5e eeuw volgens de christelijke jaartelling.

## Gebeurtenissen

### Klein-Azië
- Basiliscus, zwager van keizer Leo I, keert terug uit ballingschap en leidt een coup tegen de invloedrijke Aspar (magister militum). Hij en zijn familie worden in opdracht van Leo door politieke tegenstanders vermoord.

### Europa
- De Visigoten onder aanvoering van koning Eurik veroveren Berry en grote delen van de Provence (Zuid-Gallië).
- Koning Gundioc verdedigt met een contingent Bourgondiërs de stad Clermont (Auvergne) tegen de Visigoten.

### Balkan
- De Ostrogoten onder leiding van Theodomir bezetten de stad Naissus (Servië) en veroveren Neder-Moesië.
- De 17-jarige Theodorik leidt een succesvolle campagne tegen de opstandige Theodorik de Oudere.

### China
- De 4-jarige Xiao Wendi bestijgt als keizer de troon en regeert onder begeleiding de Noordelijke Wei-dynastie.

## Religie
- Acacius wordt gekozen tot patriarch van Constantinopel in opvolging van Gennadius I.

## Geboren
- Menefrew, Welshe prinses en heilige

## Overleden
- Aspar, Romeins generaal (magister militum)
- Gennadius I, patriarch van Constantinopel